# Merriweather Post Pavilion (album)
Merriweather Post Pavilion je studiové album americké hudební skupiny Animal Collective. Vydáno bylo v lednu roku 2009 společností Domino Records. První singl z alba vyšel až více než dva měsíce po vydáíní desky samotné. Šlo o píseň „My Girls“. Následovaly singly „Summertime Clothes“ (červen) a „Brother Sport“ (listopad). Svůj název album dostalo podle koncertního sálu Merriweather Post Pavilion, který se nachází ve městě Columbia v americkém Marylandu. Na nahrávce se podíleli pouze tři ze čtyř členů skupiny: David Portner (Avey Tare), Noah Lennox (Panda Bear) a Brian Weitz (Geologist). Kytarista Josh Dibb (Deakin) na nahrávku nepřispěl. V hitparádě Billboard 200 se album umístilo na třinácté příčce.

## Seznam skladeb
Autory všech skladeb jsou členové skupiny Animal Collective.
| Pořadí | Název              | Délka |
| ------ | ------------------ | ----- |
| 1.     | In the Flowers     | 5:22  |
| 2.     | My Girls           | 5:41  |
| 3.     | Also Frightened    | 5:14  |
| 4.     | Summertime Clothes | 4:30  |
| 5.     | Daily Routine      | 5:46  |
| 6.     | Bluish             | 5:14  |
| 7.     | Guys Eyes          | 4:31  |
| 8.     | Taste              | 3:53  |
| 9.     | Lion in a Coma     | 4:12  |
| 10.    | No More Runnin     | 4:23  |
| 11.    | Brother Sport      | 5:59  |